# 卡爾達斯 (安蒂奧基亞省)
卡爾達斯（西班牙語：Caldas）是哥倫比亞的城鎮，位於該國西北部，由安蒂奧基亞省負責管轄，距離首府麥德林22公里，始建於1840年，面積133平方公里，海拔高度1,750米，2005年人口67,372。
6°05′24″N 75°38′17″W / 6.090°N 75.638°W
1. ↑  .   [2022-02-13]. （原始内容存档于2013-06-11）.